# Nisim Dahan
Nisim Dahan (hebrejsky: נסים דהן, narozen 7. května 1954) je bývalý izraelský politik a poslanec Knesetu za stranu Šas, který v letech 2001 až 2003 zastával post ministra zdravotnictví v izraelské vládě.

## Biografie
Narodil se v Maroku a roku 1955 podnikl společně s rodinou aliju do Izraele. Pracoval na ministerstvu náboženských věcí, kde se stal ředitelem oddělení pro náboženské organizace a instituce. Mimo to byl po tři roky členem Jeruzalémské správy rozvoje.
Ve volbách v roce 1996 byl zvolen poslancem Knesetu za stranu Šas. Poslanecký mandát obhájil ve volbách v roce 1999, po nichž byl jmenován náměstkem ministra financí ve vládě Ehuda Baraka. V červnu 2000 vládu opustil poté, co ji opustila jeho mateřská strana. Po premiérských volbách v roce 2001 se však vrátil do nové vlády Ariela Šarona, v níž získal post ministra zdravotnictví. Ministrem přestal být na krátko od 23. května 2002, když Šas opustil vládu, avšak již 3. června byl zpět ve své funkci.
Poslanecký mandát obhájil i ve volbách v roce 2003, po nichž byl zvolen místopředsedou Knesetu. Strana Šas však nebyla přizvána do koaliční vlády, a Dahan tak přišel o svůj ministerský post. Ve volbách v roce 2006 nakonec přišel i o svůj poslanecký mandát.